# Heinrich Brockes I.

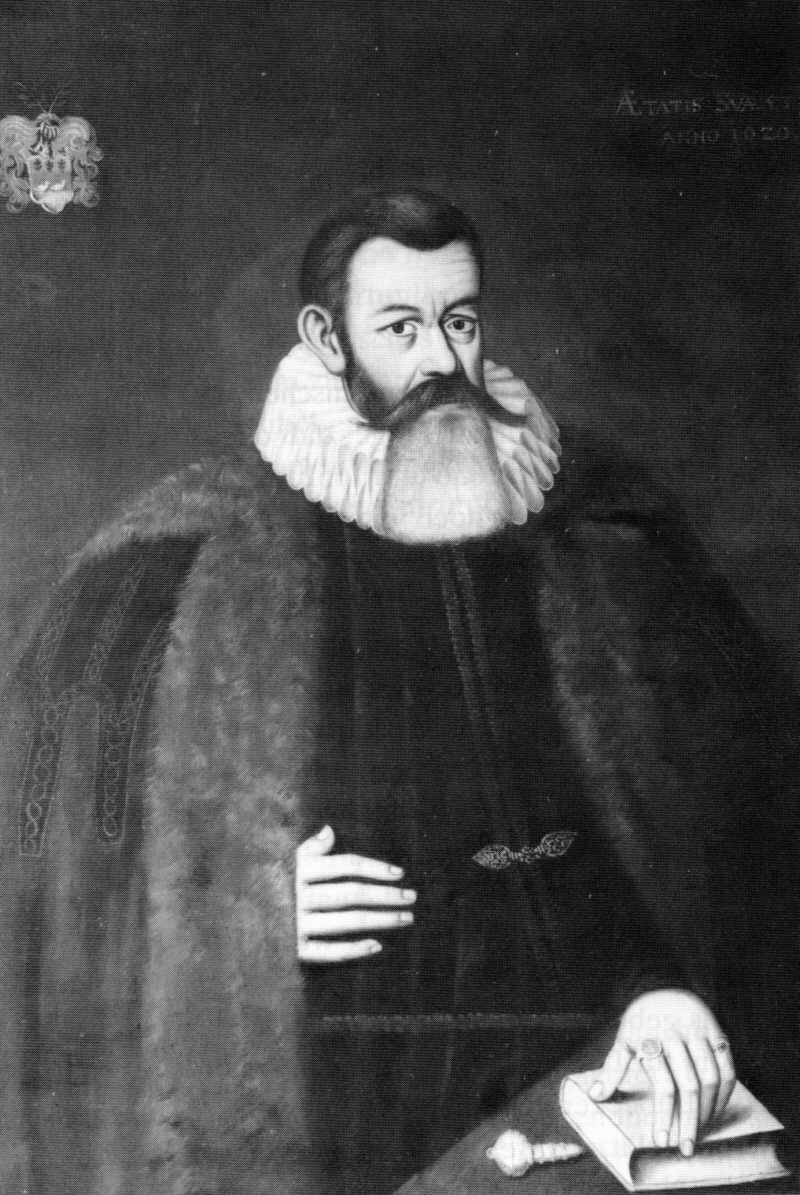
Heinrich Brockes in der Bürgermeistergalerie im Lübecker Rathaus

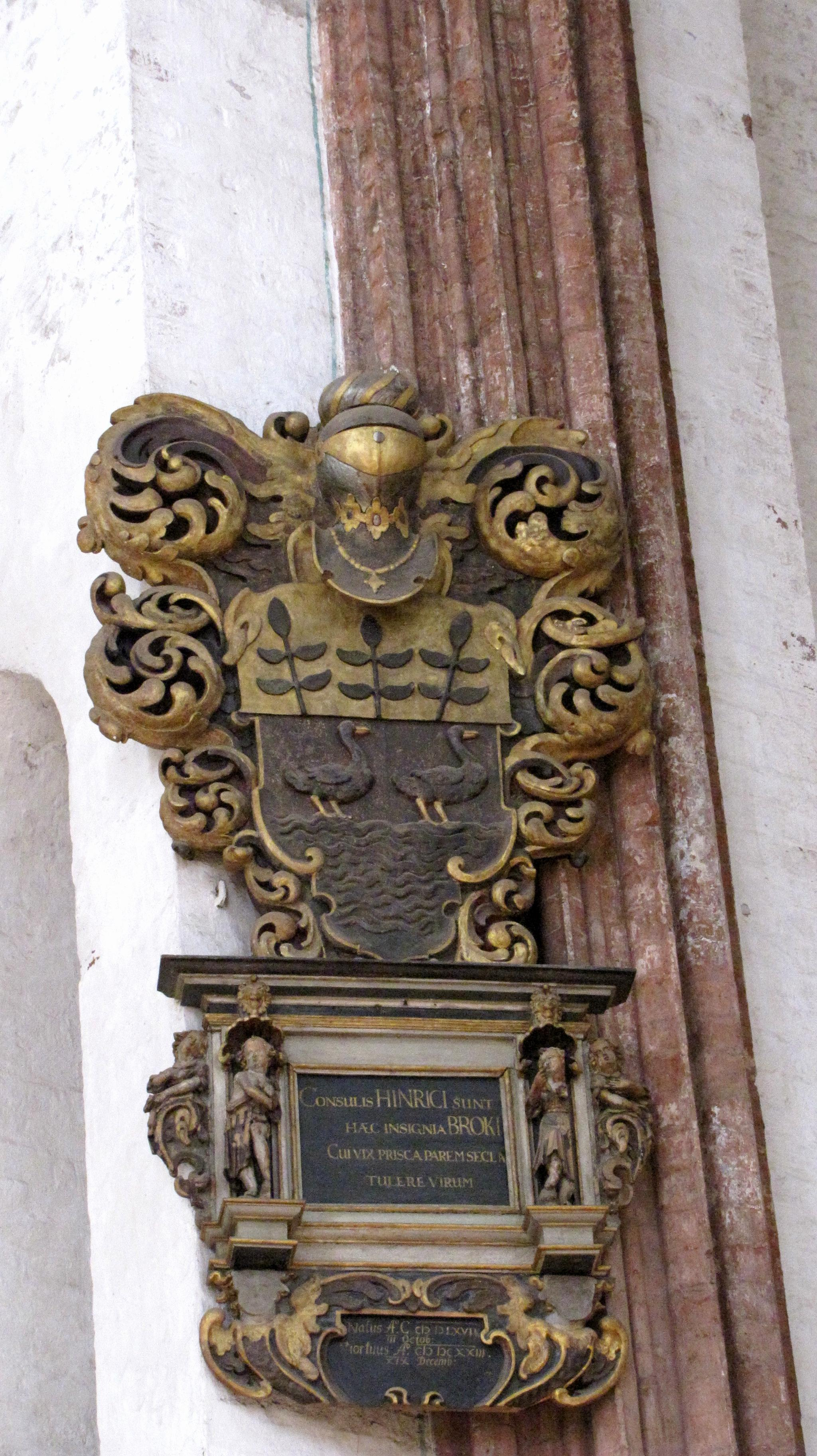
Wappenepitaph in St. Marien

Heinrich Brockes, auch: Brokes, (* 3. Oktober 1567 in Lübeck; † 19. Dezember 1623 ebenda) war ein Bürgermeister der Hansestadt Lübeck.

## Leben
Brockes wurde als Sohn des Lübecker Admirals und Bürgermeisters Johann Brokes geboren.
Er studierte Rechtswissenschaften in den Jahren 1586–90 an den Universitäten von Tübingen und Marburg sowie 1591 in Padua. Anschließend unternahm er eine Bildungsreise durch Europa, die ihn in die Hauptstädte Frankreichs, Portugals, Spaniens und Englands führte. Eine mehrmonatige Stage beim Reichskammergericht in Speyer schloss sich an.
1597 kehrte er nach Lübeck zurück und wurde als Mitglied der Kaufleutekompagnie 1601 in den Rat der Stadt gewählt. Dort war eine seiner ersten Aufgaben die anstehende neue Befestigung der Stadt durch den Bau der Lübecker Wallanlagen. 1604 war er als Gesandter der Stadt bei König Jakob I. von England aus Anlass von dessen Regierungsantritt; bei Erzherzog Albrecht VII. in Brüssel und König Heinrich IV. von Frankreich in Paris nahm er in diesem Zusammenhang Handelsinteressen der Hanse wahr.
1606 reist er mit gemeinsam mit zwei Kollegen aus Danzig und Hamburg begleitet von dem Sekretär Johannes Conradus in gleicher Mission nach Madrid an den Hof König Philipps d. III. von Spanien und schloss dort einen Handelsvertrag der Hansestädte mit Spanien.
1608 reiste er wegen der Braunschweiger Fehde zu Kaiser Rudolf II. nach Prag.
Heinrich Brockes wurde 1609 zum Bürgermeister der Stadt gewählt. In Begleitung des Syndikus Johann Domann reiste er 1612 nach Den Haag, wo er im Folgejahr den Handelsvertrag der Hansestädte mit der Republik der Sieben Vereinigten Niederlande schloss. Folge dieses Vertrages war unter anderem auch die Begründung einer reformierten Kirchengemeinde im streng lutherischen Lübeck.
Im Dezember 1615 konnte nach der Belagerung Braunschweigs der Konflikt zwischen der Hansestadt Braunschweig und Herzog Ulrich von Braunschweig-Lüneburg beendet werden. Dies führte zu einer Verstärkung des hansischen Städtebündnisses. Auch mit Herzog Christian von Braunschweig-Lüneburg schloss Brockes 1620 einen vorteilhaften Vergleich, nachdem dieser zuvor gewaltsam in die Vierlande eingedrungen war.
1619 gehörte Brockes zu den Gründungskuratoren der Lübecker Stadtbibliothek; zusammen mit Alexander Lüneburg erließ er 1620 ihre erste Benutzungsordnung. Sein Bruder Otto Brokes wurde ebenfalls Bürgermeister in Lübeck. 
Brockes Wappenepitaph mit lateinischer Inschrift befindet sich am vierten Wandpfeiler des südlichen Chorumgangs der Lübecker Marienkirche.

## Schriften
- Carl Wilhelm Pauli (Hrsg.): Aus dem Tagebuche des Lübeckischen Bürgermeisters Henrich Brockes.

ZVLGA 1 (1860), S. 79–92, 173–183, 281–347 (Digitalisat der Bayerischen Staatsbibliothek), (Google-Books)
ZVLGA 2 (1867), S. 1–37, 254–296, 367–470 (Digitalisat der Bayerischen Staatsbibliothek), (Google-Books)

## Belege
1. ↑  Stichwort "Brokes, Heinrich". In: Antjekathrin Graßmann (Hg.): Lübeck-Lexikon. Die Hansestadt von A bis Z. Lübeck 2006, S. 57.
2. ↑  Bibliothek der Hansestadt Lübeck: Bibliotheksführer zum 375-jährigen Jubiläum. Lübeck 1997, S. 12.
3. ↑  Text mit Erläuterung und Übersetzung bei: Adolf Clasen: Verkannte Schätze – Lübecks lateinische Inschriften im Original und auf Deutsch. Lübeck 2002, ISBN 3-7950-0475-6, S. 44.

| Personendaten    | Personendaten          |
| ---------------- | ---------------------- |
| NAME             | Brockes, Heinrich I.   |
| ALTERNATIVNAMEN  | Brokes, Heinrich       |
| KURZBESCHREIBUNG | Lübecker Bürgermeister |
| GEBURTSDATUM     | 3. Oktober 1567        |
| GEBURTSORT       | Lübeck                 |
| STERBEDATUM      | 19. Dezember 1623      |
| STERBEORT        | Lübeck                 |